# Saison 2021 de la ELF
Navigation
Édition suivante
La saison 2021 de la ELF est la 1re de l'histoire de la European League of Football. Elle a débuté le samedi 19 juin 2021 lors d'un match à Wrocław, en Pologne. La saison doit se terminer le 26 septembre 2021 au Merkur Spiel-Arena de Düsseldorf en Allemagne.

## Calendrier

### Saison régulière
La saison régulière 2021 comportera 40 matchs répartis sur 12 semaines. Le premier match a eu lieu le samedi 19 juin 2021.
Chacune des 8 équipes jouera 10 matchs et bénéficiera de deux semaines de repos. Les matchs sont prévus en week-end, le samedi ou dimanche.

### Playoffs
Les playoffs de la saison 2021 se déroulent en deux phases, tout d'abord une finale de conférence ou les deux meilleures équipes de chaque divisions de la ELF s'affrontent ; puis la finale de la ELF ou les champions des conférences Nord et Sud vont également s'affronter.
Le gagnant de ce second match sera champion de la ELF.

## Saison régulière

### Classements
| Division Nord | Division Nord      | Division Nord | Division Nord | Division Nord | Division Nord | Division Nord | Division Nord | Division Nord | Division Nord |
| Clas          | Équipe             | MJ            | V             | D             | V/D           | PM            | PE            | Div           | S             |
| ------------- | ------------------ | ------------- | ------------- | ------------- | ------------- | ------------- | ------------- | ------------- | ------------- |
| 1             | Hamburg Sea Devils | 10            | 7             | 3             | .700          | 274           | 178           | 4–2           | 2D            |
| 2             | Wrocław Panthers   | 10            | 6             | 4             | .600          | 314           | 259           | 4–2           | 3V            |
| 3             | Leipzig Kings      | 10            | 5             | 5             | .500          | 295           | 320           | 3–3           | 1D            |
| 4             | Berlin Thunder     | 10            | 3             | 7             | .300          | 228           | 296           | 0–6           | 1V            |

| Division Sud | Division Sud       | Division Sud | Division Sud | Division Sud | Division Sud | Division Sud | Division Sud | Division Sud | Division Sud |
| Clas         | Équipe             | MJ           | V            | D            | V/D          | PM           | PE           | Div          | S            |
| ------------ | ------------------ | ------------ | ------------ | ------------ | ------------ | ------------ | ------------ | ------------ | ------------ |
| 1            | Francfort Galaxy   | 10           | 9            | 1            | .900         | 357          | 132          | 6–0          | 9V           |
| 2            | Cologne Centurions | 10           | 5            | 5            | .500         | 310          | 365          | 3–3          | 1D           |
| 3            | Barcelona Dragons  | 10           | 3            | 7            | .300         | 237          | 277          | 2–4          | 2D           |
| 4            | Stuttgart Surge    | 10           | 2            | 8            | .200         | 157          | 355          | 1–5          | 6D           |

Source: europeanleague.football

## Phase finale
|  | Finale de division | Finale de division  | Finale de division |    |                  | Finale ELF          | Finale ELF | Finale ELF |  |  |  |  |  |
|  |                    |                     |                    |    |                  |                     |            |            |  |  |  |  |  |
|  | N1                 | Hambourg Sea Devils | 30                 |    |                  |                     |            |            |  |  |  |  |  |
|  | N2                 | Wrocław Panthers    | 27                 |    |                  |                     |            |            |  |  |  |  |  |
|  | N2                 | Wrocław Panthers    | 27                 |    | N                | Hambourg Sea Devils | 30         |            |  |  |  |  |  |
|  |                    |                     |                    |    | N                | Hambourg Sea Devils | 30         |            |  |  |  |  |  |
|  |                    | S                   | Frankfurt Galaxy   | 32 |                  |                     |            |            |  |  |  |  |  |
|  | S1                 | S                   | Frankfurt Galaxy   | 32 | Frankfurt Galaxy | 36                  |            |            |  |  |  |  |  |
|  | S1                 |                     |                    |    | Frankfurt Galaxy | 36                  |            |            |  |  |  |  |  |
|  | S2                 | Cologne Centurions  | 06                 |    |                  |                     |            |            |  |  |  |  |  |

## Récompenses
| Semaine | Joueur              | Poste | Équipe              | Source |
| ------- | ------------------- | ----- | ------------------- | ------ |
| 1       | Lukas O'Connor      | QB    | Wrocław Panthers    | 1      |
| 2       | Madre London        | RB    | Cologne Centurions  | 2      |
| 3       | Seantavius Jones    | WR    | Berlin Thunder      | 3      |
| 4       | Jakeb Sullivan      | QB    | Frankfurt Galaxy    | 4      |
| 5       | Justin Rogers       | CB    | Hambourg Sea Devils | 5      |
| 6       | Jéan Constant       | WR    | Barcelona Dragons   | 6      |
| 7       | Madre London        | RB    | Cologne Centurions  | 7      |
| 8       | Zach Edwards        | QB    | Barcelona Dragons   | 8      |
| 9       | Joshua Poznanski    | DB    | Frankfurt Galaxy    | 9      |
| 10      | Michael Birsong     | QB    | Leipzig Kings       | 10     |
| 11      | Madre London        | RB    | Cologne Centurions  | 11     |
| 12      | Moritz Johannknecht | QB    | Frankfurt Galaxy    | 12     |
| 13      | Jakeb Sullivan      | QB    | Frankfurt Galaxy    | 13     |
| 14      | Jakeb Sullivan      | QB    | Frankfurt Galaxy    | 14     |

| Récompenses                           | Vainqueur                                                       |
| ------------------------------------- | --------------------------------------------------------------- |
| Meilleur joueur (MVP)                 | Madre London (RB, Centurions de Cologne)                        |
| Meilleur joueur offensif              | Jakeb Sullivan (QB, Galaxy de Francfort)                        |
| Meilleur joueur défensif              | Kyle Kitchens (DE, Kings de Leipzig)                            |
| Meilleur joueur des équipes spéciales | Phillip Friis Andersen (K/P, Sea Devils de Hambourg)            |
| Meilleur rookie                       | Louis Geyer (WR, Surge de Stuttgart)                            |
| Meilleur rookie offensif              | Gerald Ameln (RB, Galaxy de Francfort)                          |
| Meilleur rookie défensif              | Marcel Dabo (CB, Surge de Stuttgart)                            |
| Meilleur entraîneur principal         | Thomas Kösling (Galaxy de Francfort)                            |
| Meilleur entraîneur adjoint           | Kendral Ellison (Coordinateur défensif, Sea Devils de Hambourg) |
| Man of Honor                          | Jan Weinreich (QB, Centurions de Cologne)                       |